# Otto Propheter

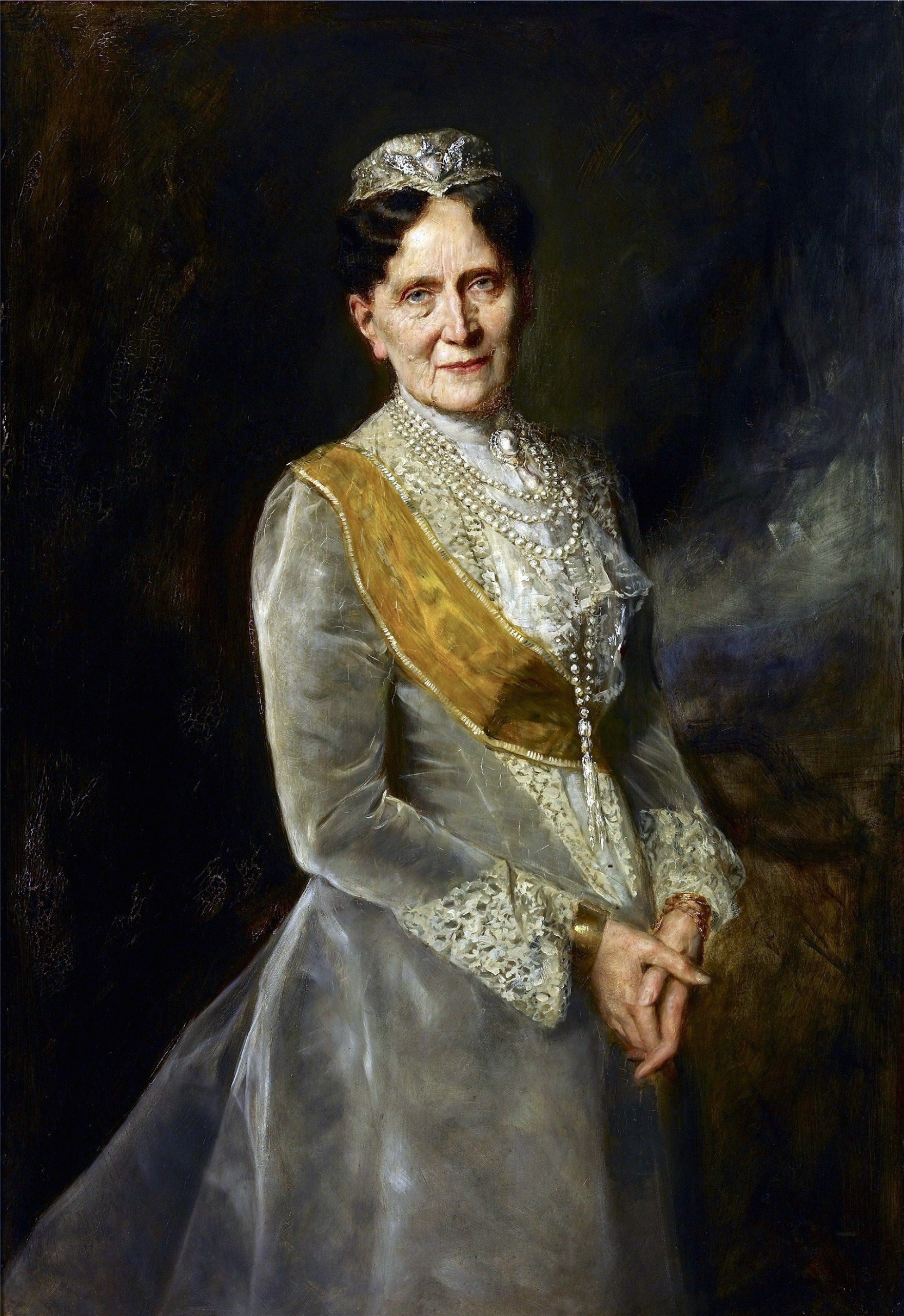
Luise von Preußen

Otto Heinrich Propheter (* 29. Juni 1875 in Mannheim; † 1. Dezember 1927 in Karlsruhe) war ein badischer Hofmaler.
Otto Propheter studierte Malerei von 1891 bis 1901 an der Großherzoglichen Badischen Kunstschule Karlsruhe bei Ferdinand Keller.
Propheter malte zunächst Landschaften, später beschäftigte er sich mit der Porträtmalerei nach dem Vorbild von Franz Lenbach.
Für den Badischen Hof porträtierte er Großherzog Friedrich, Großherzogin Luise, Prinzessin Viktoria, Erbgroßherzog Friedrich sowie Prinzessin Hilda von Nassau. Propheter porträtierte auch Vertreter der Großindustrie, u. a. Mitglieder der Familie Krupp.